# حامد بدرخان
حامد بدرخان (1924-1996) شاعر سوري كردي وصاحب موهبة شعرية متميزة حيث كتب الشعر بأربعة لغات، فكتب بالغة التركية والفرنسية حينما كان في تركيا وكتب الشعر باللغة العربية والكردية بعد عودته إلى سوريا.

## حياته
ولد حامد بدرخان في قرية شيخ الحديد (sîyê) عام 1924، التي سماها فيما بعد «صومعة الفكر». تقع هذه القرية في منطقة عفرين التابعة لمحافظة حلب السورية، وهي على الحدود التركية في شمال سورية. إن اسم الشاعر الحقيفي عند ولادته هو حميد مراد حسن خضر واسمه في تركيا (حميد أرغون) واختار له هذه الكنية بعلاقته وحبه بالشاعر الفرنسي لويس أراغون.
وبعد عودته إلى سوريا في عام 1947 هارباًََََ من السجون التركية وإلى قريته، قام بتغيير اسمه وكنيته خوفاً من الملاحقة التركية ومخابراتها له داخل سوريا، وأصبح اسمه حامد بدرخان. وإن كنيته بدرخان أهداها له الأمير والكاتب السياسي الكبير جلادت بدرخان حينما كانوا مجتمعين مع بعض من أعضاء حزب (خابيون) الكردي حيث رؤوا بأن الشاعر حامد بدرخان جدير بحمل بهذه الكنية.
وسبب رحلة شاعرنا مع عائلته إلى تركية هي حدوث ضغوطات على عائلته من خصومه الأغوات في القرية.حيث اضطروا للرحيل إلى بلدة قرقخان القريبة من قريتهم داخل الحدود التركية.درس الشاعر حامد بدرخان قسم الاداب التركية في إسطنبول وتخرج من جامعتها وكما درس في المعاهد الفرنسية أيضا.بعد تخرجه زادت نشاطاته السياسية والحزبية وعمل في الصحافة التركية حيث كان يعمل في جريدة Gûnydin (صباح الخير) حينما كانت سياسة تركيا موالية للاتحاد السوفيتي.وبعد تغيير سياسة تركيا الخارجية نحو الغرب الإمبريالي أصبح نشاط جميع الأحزاب اليسارية والشيوعية محظورا فتعرض حامد بدرخان ورفاقه للاعتقالات عدة مرات.

## وصلات خارجية
الموقع الرسمي للشاعر حامد بدرخان